# Heterischnus nigrinus
Heterischnus nigrinus är en stekelart som först beskrevs av Giraud 1872.  Heterischnus nigrinus ingår i släktet Heterischnus och familjen brokparasitsteklar. Inga underarter finns listade i Catalogue of Life.